# Джестер, Джордж Тейлор
Джордж Тейлор Джестер (англ. George Taylor Jester; 23 августа 1847, округ Макупин, Иллинойс — 19 июля 1922, Корсикана, Техас) — американский политик, 19-й вице-губернатор Техаса.

## Биография
Джордж Джестер родился в округе Макупин, штат Иллинойс, в семье Левая и Дайдемы Джестер. После смерти отца в 1858 году, мать Джестера перевезла семью к деду в округ Наварро, штат Техас.
После смены нескольких профессий, в том числе мерчандайзера, Джестер вместе с двумя братьями основал Национальный банк в Корсикане. В 1890 году он был избран в Палату представителей Техаса, где служил до избрания в Сенат Техаса в 1892 году. Отбыв два срока на посту вице-губернатора в 1895—1899 годах, Джестер вернулся в Корсикану, где и умер в 1922 году.
Его сын, Бофорд Джестер, был губернатором Техаса в 1947—1949 годах.